# Tour de Mésopotamie
Le Tour de Mésopotamie (officiellement Tour of Mesopotamia) est une course cycliste masculine par étapes qui se déroule dans le sud de la Turquie, autour des villes de Mardin et Diyarbakır. Créée en 2018, elle fait partie du calendrier de l'UCI Europe Tour en catégorie 2.2.

## Palmarès
| Année | Vainqueur          | Deuxième           | Troisième        |                  |
| ----- | ------------------ | ------------------ | ---------------- | ---------------- |
| 2018  | Nazim Bakırcı      | Cristian Raileanu  | Kemal Küçükbay   |                  |
| 2019  | Branislau Samoilau | Anass Aït El Abdia | Adne van Engelen |                  |
| 2023  | annulé/abandonné   | annulé/abandonné   | annulé/abandonné | annulé/abandonné |